# چیه اوراتانی
چیه اوراتانی (انگلیسی: Chie Uratani؛ زادهٔ) کارگردان فیلم، طراح شخصیت، پویانما، تصویرگر اهل ژاپن است.